# Bataille de Slivnitsa

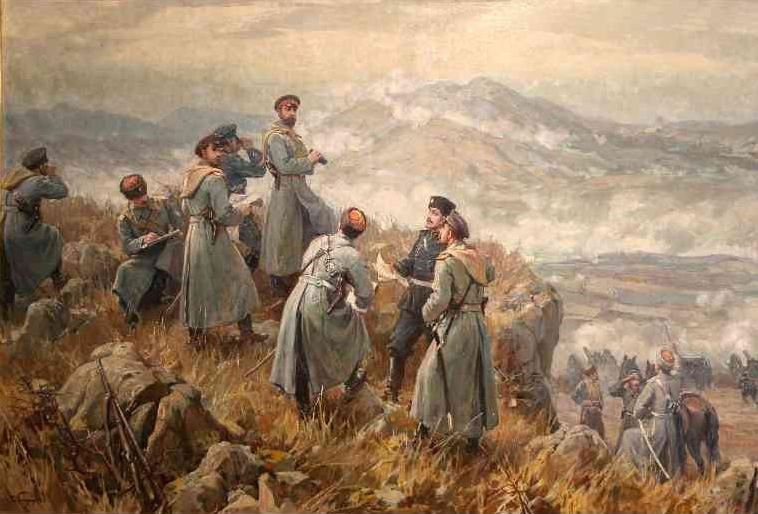
Le prince Alexandre de Battenberg sur le champ de bataille.

La Bataille de Slivnitsa (en bulgare : Сливнишка битка et en serbe Битка на Сливници), également connue sous le nom de Bataille des capitaines et des généraux (en référence à la jeunesse de l’armée bulgare, dans laquelle le plus haut gradé était seulement capitaine), est un épisode de la guerre serbo-bulgare de 1885-1886. Du 17 au 19 novembre 1885, l’armée bulgare, commandée par le prince Alexandre de Battenberg, affronte l’armée serbe dirigée par le roi Milan Ier. La confrontation aboutit à la victoire des Bulgares et consolide largement l’union de la Roumélie orientale à la principauté de Bulgarie.   